# Nuoto ai Giochi della XV Olimpiade - 100 metri dorso maschili
La competizione dei 100 metri dorso maschili di nuoto dei Giochi della XV Olimpiade si è svolta nei giorni dal 30 luglio al 1º agosto 1952 allo stadio olimpico del nuoto di Helsinki.

## Programma
| Data           | Round        | Note                                |
| -------------- | ------------ | ----------------------------------- |
| 30 luglio 1952 | 6 Batterie   | I migliori 16 tempi alle semifinali |
| 31 luglio 1952 | 2 Semifinali | I migliori 8 tempi alla finale      |
| 1º agosto 1952 | Finale       |                                     |

## Risultati

### Batterie
| Pos. | Atleta             | Nazione          | Tempo  | Posizione |
| ---- | ------------------ | ---------------- | ------ | --------- |
| 1    | Gilbert Bozon      | Francia          | 1'07"8 | 4         |
| 2    | Allen Stack        | Stati Uniti      | 1'08"9 | 9         |
| 3    | Robert Wardrop     | Gran Bretagna    | 1'09"9 | 16        |
| 4    | Norihiko Kurahashi | Giappone         | 1'10"7 | 23        |
| 5    | Vladimir Lopatin   | Unione Sovietica | 1'10"8 | 25        |
| 6    | Lucien Beaumont    | Canada           | 1'14"2 | 34        |
| 7    | Khamlillal Shah    | India            | 1'18"3 | 37        |

| Pos. | Atleta               | Nazione    | Tempo  | Posizione |
| ---- | -------------------- | ---------- | ------ | --------- |
| 1    | Pedro Galvão         | Argentina  | 1'08"1 | 5         |
| 2    | Yasumasa Nishino     | Giappone   | 1'10"1 | 19        |
| 3    | Clemente Mejía       | Messico    | 1'10"7 | 23        |
| 4    | Helmut Koppelstätter | Austria    | 1'11"9 | 27        |
| 5    | Hermann Gericke      | Svizzera   | 1'12"6 | 29        |
| 6    | Jerzy Boniecki       | Polonia    | 1'13"4 | 31        |
| 7    | Eurico Surgey        | Portogallo | 1'13"7 | 32        |

| Pos. | Atleta               | Nazione        | Tempo  | Posizione |
| ---- | -------------------- | -------------- | ------ | --------- |
| 1    | Jack George Taylor   | Stati Uniti    | 1'07"2 | 2         |
| 2    | Boris Škanata        | Jugoslavia     | 1'07"5 | 3         |
| 3    | João Gonçalves Filho | Brasile        | 1'09"7 | 14        |
| 4    | Ladislav Bačík       | Cecoslovacchia | 1'10"2 | 20        |
| 5    | Imre Nyéki           | Ungheria       | 1'10"6 | 22        |
| 6    | Peter Salmon         | Canada         | 1'13"8 | 33        |
| 7    | Tom Pettersen        | Norvegia       | 1'15"4 | 36        |

| Pos. | Atleta                  | Nazione     | Tempo  | Posizione |
| ---- | ----------------------- | ----------- | ------ | --------- |
| 1    | Yoshinobu Oyakawa       | Stati Uniti | 1'06"0 | 1         |
| 2    | Nicolaas Lingen Meiring | Sudafrica   | 1'08"5 | 6         |
| 3    | Fernando Pavan          | Brasile     | 1'09"1 | 10        |
| 4    | Jitse van der Veen      | Paesi Bassi | 1'09"1 | 11        |
| 5    | Bijoy Barman            | India       | 1'27"3 | 38        |

| Pos. | Atleta           | Nazione          | Tempo  | Posizione |
| ---- | ---------------- | ---------------- | ------ | --------- |
| 1    | John Brockway    | Gran Bretagna    | 1'08"8 | 7         |
| 2    | Lucien Zins      | Francia          | 1'09"7 | 15        |
| 3    | Ilo da Fonseca   | Brasile          | 1'09"9 | 16        |
| 4    | Leonid Sagayduk  | Unione Sovietica | 1'11"4 | 26        |
| 5    | Wu Chuanyu       | Cina             | 1'12"3 | 28        |
| 6    | Eduardo Barbeiro | Portogallo       | 1'13"0 | 30        |

| Pos. | Atleta           | Nazione          | Tempo  | Posizione |
| ---- | ---------------- | ---------------- | ------ | --------- |
| 1    | Egidio Massaria  | Italia           | 1'08"8 | 7         |
| 2    | Viktor Solovyov  | Unione Sovietica | 1'09"5 | 12        |
| 3    | Lincoln Hurring  | Nuova Zelanda    | 1'09"6 | 13        |
| 4    | László Gyöngyösi | Ungheria         | 1'10"0 | 18        |
| 5    | Francis O'Neill  | Australia        | 1'10"5 | 21        |
| 6    | Erkki Marttinen  | Finlandia        | 1'15"2 | 35        |

#### Spareggio
| Pos. | Atleta         | Nazione       | Tempo  |
| ---- | -------------- | ------------- | ------ |
| 1    | Robert Wardrop | Gran Bretagna | 1'07"8 |
| 2    | Ilo da Fonseca | Brasile       | 1'09"5 |

### Semifinali
| Pos. | Atleta            | Nazione       | Tempo  | Posizione |
| ---- | ----------------- | ------------- | ------ | --------- |
| 1    | Yoshinobu Oyakawa | Stati Uniti   | 1'05"7 | 1         |
| 2    | Boris Škanata     | Jugoslavia    | 1'07"8 | 5         |
| 3    | Pedro Galvão      | Argentina     | 1'07"9 | 6         |
| 4    | Allen Stack       | Stati Uniti   | 1'08"0 | 7         |
| 5    | John Brockway     | Gran Bretagna | 1'09"0 | 9         |
| 6    | Fernando Pavan    | Brasile       | 1'10"2 | 13        |
| 7    | Lincoln Hurring   | Nuova Zelanda | 1'10"2 | 13        |
| 8    | Lucien Zins       | Francia       | 1'10"5 | 15        |

| Pos. | Atleta                  | Nazione          | Tempo  | Posizione |
| ---- | ----------------------- | ---------------- | ------ | --------- |
| 1    | Gilbert Bozon           | Francia          | 1'06"6 | 2         |
| 2    | Jack George Taylor      | Stati Uniti      | 1'07"0 | 3         |
| 3    | Nicolaas Lingen Meiring | Sudafrica        | 1'07"6 | 4         |
| 4    | Robert Wardrop          | Gran Bretagna    | 1'08"6 | 8         |
| 5    | Viktor Solovyov         | Unione Sovietica | 1'09"6 | 10        |
| 6    | João Gonçalves Filho    | Brasile          | 1'09"7 | 11        |
| 7    | Egidio Massaria         | Italia           | 1'09"7 | 11        |
| 8    | Jitse van der Veen      | Paesi Bassi      | 1'10"5 | 15        |

### Finale
| Pos.    | Atleta                  | Nazione       | Tempo  |
| ------- | ----------------------- | ------------- | ------ |
| Oro     | Yoshinobu Oyakawa       | Stati Uniti   | 1:05.4 |
| Argento | Gilbert Bozon           | Francia       | 1:06.2 |
| Bronzo  | Jack George Taylor      | Stati Uniti   | 1:06.4 |
| 4       | Allen Stack             | Stati Uniti   | 1:07.6 |
| 5       | Pedro Galvão            | Argentina     | 1:07.7 |
| 6       | Robert Wardrop          | Gran Bretagna | 1:07.8 |
| 7       | Boris Škanata           | Jugoslavia    | 1:08.1 |
| 8       | Nicolaas Lingen Meiring | Sudafrica     | 1:08.3 |